# Missbrauchsfall Lügde
Der Missbrauchsfall Lügde ist ein Kriminalfall des schweren sexuellen Missbrauchs von Kindern sowie der Produktion und Verbreitung von Kinderpornografie in Lügde in Nordrhein-Westfalen. Tatort war der Campingplatz Eichwald im Ortsteil Elbrinxen über einen Zeitraum von rund 10 Jahren zwischen Anfang 2008 und der Festnahme des Haupttäters am  6. Dezember 2018. Die Staatsanwaltschaft Detmold geht von 1000 Einzeltaten innerhalb dieser Zeit aus. Der Fall wurde am 29. Januar 2019 von den Ermittlungsbehörden öffentlich gemacht und weitete sich zu einem Polizei- und Jugendamtsskandal aus.
Der Prozess gegen die drei Haupttäter begann am 27. Juni 2019 vor dem Landgericht Detmold und endete am 5. September 2019 mit der Verurteilung von zwei Angeklagten zu 13 Jahren sowie 12 Jahren Freiheitsstrafe mit anschließender Sicherungsverwahrung. Gegen den dritten Angeklagten verhängte das Landgericht in einem abgetrennten Verfahren am 17. Juli 2019 eine Bewährungsstrafe von zwei Jahren.

## Täter und Tatgeschehen
Die Haupttäter waren drei Männer. Der 56-jährige alleinstehende und arbeitslose Hauptverdächtige Andreas V. aus Lügde lebte seit über 30 Jahren auf einem Campingplatz im Lügder Ortsteil Elbrinxen. Als Dauercamper bewohnte er eine selbst errichtete Holzhütte und nutzte einen Wohnwagen. Er saß ab dem 6. Dezember 2018 in Untersuchungshaft; die beiden anderen Hauptverdächtigen waren ab dem 10. bzw. 11. Januar 2019 inhaftiert.
Der Hauptbeschuldigte Andreas V. und der 33-jährige arbeitslose Tatverdächtige Mario S. aus Steinheim sollen auf dem Campingplatz Kinder missbraucht und das Tatgeschehen gefilmt haben. Der dritte, 48-jährige, Tatverdächtige Heiko V. aus Stade sei der Auftraggeber dafür gewesen. Er soll nie in Lügde gewesen sein, habe aber das Geschehen über das Internet verfolgt und gesteuert.
Dem Hauptverdächtigen wurde ab 2016  ein damals sechsjähriges Mädchens durch das örtliche Jugendamt in Pflege gegeben. Durch dieses Mädchen erlangte er Kontakte zu weiteren Kindern. Seit dieser Zeit sollen sich die meisten Übergriffe ereignet haben. Als Pflegevater des Mädchens habe er Kontakt zu anderen Kindern hergestellt und für eine angenehme Atmosphäre gesorgt, etwa durch Ausflüge ins Schwimmbad.
Im Laufe der Ermittlungen weitete sich der Täterkreis um fünf weitere Verdächtige wegen Strafvereitelung und Beihilfe auf insgesamt acht Personen aus. Ein weiterer Verdächtiger ist ein 16-jähriger Jugendlicher, der kinderpornografisches Material besessen haben soll, welches auf dem Campingplatz entstanden sei.

## Opfer
Im Laufe der Ermittlungen wurden zunächst 31 Opfer im Alter von 4 bis 13 Jahren bekannt, bei denen es sich um 27 Mädchen und vier Jungen aus dem Umfeld des Campingplatzes handelte. In mehr als 1000 Fällen wurden sie Opfer sexuellen Missbrauchs. Zu den Opfern zählt auch das Mädchen, das im Jahr 2016 als Pflegekind in die Obhut des Hauptverdächtigen gegeben wurde.
Am 14. März 2019 berichtete der nordrhein-westfälische Innenminister Herbert Reul (CDU) vor dem Innenausschuss des Landtags Nordrhein-Westfalen über mindestens 34 Opfer (28 Mädchen und sechs Jungen) und weitere 14 Verdachtslagen. Im April 2019 stieg die Zahl auf mindestens 40 Kinder und zwölf weitere Verdachtsfälle.

## Aufdeckung
Im Jahr 2016 erhielt die Polizei Lippe zwei Hinweise auf sexuellen Missbrauch durch den Hauptverdächtigen. Zwei Ortsbesichtigungen durch das Jugendamt Blomberg haben die Hinweise jedoch nicht erhärtet. Es wurden keine weiteren Ermittlungen eingeleitet.
In 2018 offenbarte eine 9-Jährige ihrer Mutter, dass Andreas V. sie im Juni/Juli 2018 auf dem Campingplatz in Lügde vergewaltigt hatte. Die Mutter erstattete aus Angst vor dem Beschuldigten erst am 20. Oktober 2018 Anzeige bei der Polizei in Bad Pyrmont. Erst am 6. Dezember wurde  der Verdächtige in Haft genommen (siehe unten). Am 30. Oktober 2018 wurden die Mutter und das Kind im Polizeikommissariat Bad Pyrmont vernommen. Die 9-Jährige schilderte, dass der Hauptbeschuldigte sie und seine Pflegetochter, mit der das Mädchen befreundet war, mehrfach sexuell missbraucht habe. Polizeibeamte haben die Informationen an das Jugendamt weitergeleitet, ohne umgehend weitere Schritte zu unternehmen.

## Ermittlungen und Beweismittel

### Kreispolizeibehörde Lippe und Ermittlungskommission „Camping“
Die Anzeige vom 20. Oktober 2018 beim Polizeikommissariat Bad Pyrmont wegen des Verdachts des schweren sexuellen Missbrauchs wurde erst am 12. November 2018 an die zuständige Kreispolizeibehörde Lippe in Detmold weitergeleitet. Das Fachkommissariat für Sexualdelikte übernahm die Ermittlungen. Am nächsten Tag informierte die Kreispolizeibehörde Lippe telefonisch das Jugendamt Blomberg über die Erkenntnisse zum sexuellen Missbrauch der Pflegetochter. Am gleichen Tag, dem 13. November wurde das 6-jährige Mädchen durch Mitarbeiter des Jugendamtes Blomberg in Obhut genommen. Aufgrund verschiedener durch die Kindsmutter veranlasster Terminverschiebungen erfolgte die Anhörung des Mädchens erst am 28. November 2018. Bei dieser Anhörung gab die Mutter einen Hinweis auf ein weiteres Opfer aus dem Bekanntenkreis.
Am 4. Dezember 2018 beantragte die Kreispolizeibehörde Lippe beim Amtsgericht Detmold einen Durchsuchungsbeschluss für die Wohnungen des Hauptbeschuldigten (u. a. das Tatobjekt auf dem Campingplatz in Lügde) und einen Untersuchungshaftbefehl. Dem wurde am Folgetag stattgegeben und am 6. Dezember 2018 der Hauptverdächtigen Andreas V. verhaftet. Zahlreiche Beweismittel wurden sichergestellt.
Am 13. Dezember 2018 richtete die Kreispolizeibehörde Lippe die Ermittlungskommission (EK) „Camping“ mit zunächst vier Beamten ein und erhöhte die Zahl am 17. Dezember 2018 auf acht bis zeitweise neun Beamte. Bis zum 16. Dezember 2018 berichtete die Kreispolizeibehörde Lippe dem Landeskriminalamt Nordrhein-Westfalen über neun beweiserheblich festgestellte Fälle des schweren sexuellen Missbrauchs von Kindern und die dazu veranlassten Maßnahmen. Dieser Bericht wurde auch dem nordrhein-westfälischen Innenministerium zugeleitet.

### Polizeiversagen
Den zwei Hinweisen auf sexuellen Missbrauch durch den Hauptverdächtigen im Jahr 2016 war die Polizei nicht weiter nachgegangen.
Von der Anzeige der Mutter bis zur Festnahme des Hauptverdächtigen vergingen fast sieben Wochen (48 Tage; siehe oben).
Am 21. Februar 2019 wurde öffentlich bekannt, dass vor mehreren Wochen Beweismaterial in Form von 155 Datenträgern auf ungeklärte Weise aus einem Dienstraum der Kreispolizeibehörde Lippe verschwunden war, ohne dass dies jemand zur Kenntnis genommen hatte. Die verschwundenen Datenträger waren zuletzt am 20. Dezember 2018 gesehen worden;  der Verlust war erst Mitte Januar 2019 aufgefallen. Die Staatsanwaltschaft Detmold wurde erstmals am 13. Februar 2019 mündlich und am 14. Februar 2019 schriftlich über das Verschwinden der Beweismittel informiert. Am 6. März 2019 eröffnete hierzu die Staatsanwaltschaft Detmold ein Strafverfahren gegen Unbekannt wegen Diebstahls.
Der nordrhein-westfälische Innenminister Reul bezeichnete dies als „Polizeiversagen“. Die örtliche Behörde räumte eine „eklatante Fehlleistung“ ein. Ein Kommissaranwärter hatte 155 Datenträger gesichtet und eine Mappe mit 49 CDs sowie einen Alu-Koffer mit 106 CDs auf einem Schreibtisch liegen gelassen. Ein unabhängiger Kommissariatsleiter wurde mit einer Untersuchung beauftragt. Ausweislich der Protokolle der Auswertungssoftware hatten die Beamten der IT-Unterstützung der Kreispolizeibehörde Lippe bis dahin fünf externe Festplatten, 18 in Computern eingebaute Festplatten, drei CD/DVDs, zwölf SD- und microSD-Karten, zehn Mobiltelefone und Tablets, neun USB-Sticks und fünf Digitalkameras (DigiCam) gesichtet. Der Bund Deutscher Kriminalbeamter (BDK) sprach angesichts der verschwundenen Beweise von einer „Katastrophe“ für das Ansehen der Polizei. Der Vorsitzende des nordrhein-westfälischen Landesverbandes des BDK wies auf die seit Jahren angespannte Personalsituation bei Polizei und Justiz hin. Die Staatsanwaltschaft Detmold teilte mit, dass die Asservate nach ihrer Einschätzung nicht entwendet worden wären, sondern aufgrund nachlässigen Umgangs nicht auffindbar seien. Ein Diebstahl könne aber auch nicht ausgeschlossen werden. Nach Angaben des Sonderermittlers des Landeskriminalamts Nordrhein-Westfalen reiche das noch vorhandene Material aus, um den Hauptverdächtigen zu überführen.
Am 22. Februar 2019 entschuldigte sich Landrat Axel Lehmann (SPD) als Leiter der Verwaltung bei den Betroffenen des Missbrauchsfalls und entband den Leiter der Direktion Kriminalität der Kreispolizeibehörde Lippe von der Wahrnehmung seiner Aufgaben. Das nordrhein-westfälische Innenministerium veranlasste zudem eine Prüfung der Vorgänge durch das Landeskriminalamt Nordrhein-Westfalen. Am 26. Februar 2019 gab die Kreispolizeibehörde Lippe in einer Pressemitteilung bekannt, dass das nordrhein-westfälische Innenministerium die Leitung der Behörde „kurzfristig neu aufgestellt“ habe. Auf Anordnung von Innenminister Reul wurde ebenso der Polizeidirektor der Kreispolizeibehörde Lippe versetzt. Reul berichtete, dass die seit 31. Januar 2019 vom Polizeipräsidium Bielefeld geführten Ermittlungen in zwei Komplexe „sexueller Missbrauch“ und „Behördenermittlungen“ unterteilt worden seien.

#### Kreispolizeibehörde Lippe: tabellarische Übersicht Sexualdelikte
Das Polizeipräsidium Bielefeld teilte am 26. Februar 2019 dem nordrhein-westfälischen Innenministerium mit, dass die Ermittlungskommission „Behördenermittlungen“ eine sehr umfangreiche tabellarische Übersicht der Kreispolizeibehörde Lippe entdeckt habe, in der Hinweise auf Sexualdelikte aufgeführt seien und die offensichtlich seit 1999 fortgeschrieben werde. Bei einzelnen Hinweisen seien Tagebuchnummern aufgeführt, bei anderen jedoch nicht. Unter dem Datum 28. Januar 2002 sei der Verdacht eingetragen, dass der nunmehr Hauptbeschuldigte ein damals 8-jähriges Mädchen missbraucht habe. Da hierzu keine entsprechende Tagebuchnummer erfasst sei, werde noch geprüft, ob seinerzeit ein Ermittlungsverfahren durch die Kreispolizeibehörde Lippe eingeleitet worden war.

#### Disziplinar- und Strafverfahren
Am 12. März 2019 teilte die Kreispolizeibehörde Lippe mit, dass gegen zwei Beamte wegen fehlerhafter Sachbearbeitung ein Disziplinar- und Strafverfahren eingeleitet werde. Bei einer internen Betrachtung gab es demnach „gravierende Mängel in der Sachbearbeitung“.

#### Leiter Ermittlungskommission „Camping“ suspendiert
Am 14. März 2019 wurde auf eine Strafanzeige des neu eingesetzten Leiters der Kriminalpolizei in Detmold hin ein früherer Leiter der Ermittlungskommission „Camping“ zum Missbrauchsfall Lügde suspendiert. Er wurde der Strafvereitelung in einem anderen Sexualstrafverfahren „zum Nachteil einer erwachsenen Frau“ und Siegelbruch in zwei weiteren Ermittlungsverfahren verdächtigt. Mit den Ermittlungen beauftragt gewesen war er von 18. Dezember 2018 bis 4. Januar 2019; er wurde versetzt.

### Polizeipräsidium Bielefeld und BAO „Eichwald“
Am 31. Januar 2019 wurde durch das übergeordnete Polizeipräsidium Bielefeld die Besondere Aufbauorganisation (BAO) „Eichwald“ eingerichtet, die aus den bisherigen Ermittlern der Ermittlungskommission „Camping“ und Ermittlern der Kriminalpolizei Bielefeld bestand. Bereits im Februar 2019 wurde der Leiter der BAO „Eichwald“ von seinen Aufgaben entbunden. Als Begründung gab das nordrhein-westfälische Innenministerium auf Nachfrage des WDR bekannt, „dies geschah höchstvorsorglich, um dem Anschein vorzubeugen, dass in diesem Fall die Objektivität und Neutralität der Ermittlungen nicht gewährleistet sein könnten“. Unter neuer Leitung der BAO mit rund 60 Beamten und 24 IT-Spezialisten wurden die Ermittlungen und Auswertungen der Beweismittel fortgesetzt.

### Weitere Durchsuchungen und Funde
Die Kreispolizeibehörde Lippe hatte am 6. Dezember 2018 nach Bildung der Ermittlungskommission „Camping“ Durchsuchungen am 19. Dezember 2018 sowie am 19. und 25. Januar 2019 auf dem Campingplatz durchgeführt und Beweismittel sichergestellt. Am 22. Februar 2019 erfolgte eine Tatortaufnahme auf dem Campingplatz und in der Wohnung des Verdächtigen durch Spezialisten des Landeskriminalamts und des Polizeipräsidiums Bielefeld. Dabei wurden weitere Beweismittel sichergestellt, darunter ein Computer, eine Festplatte und 131 CDs. Bei weiteren Durchsuchungen, unter anderem am 27. Februar 2019 mit einem Datenträgerspürhund, wurde nochmals Material gefunden und beschlagnahmt, darunter ein USB-Stick.
Mit Beschluss des Amtsgerichts Detmold wurde am 5. März 2019 der vom Hauptverdächtigen genutzte Wohnwagen erneut untersucht. Die BAO „Eichwald“ konnte den Wohnwagen nicht früher untersuchen, da die Verfahrensübernahme von der Kreispolizeibehörde Lippe sehr unstrukturiert abgelaufen sein soll. Ebenso wurde das Elternhaus eines Beschuldigten in Steinheim durchsucht; im Keller wurden mehrere Unterlagen und CDs sichergestellt.
Bis zum 6. März 2019 wurden insgesamt fünf Wohnwagen, zwei Wohnungen, ein Kellerraum und ein Auto durchsucht.
Die Staatsanwaltschaft gab im April 2019 die Holzhütte des Hauptverdächtigen, in der der Missbrauch stattgefunden hatte, frei. Nun ließ der Betreiber des Campingplatzes sie abreißen. Dabei fand der Abrissunternehmer weitere drei CDs und zwei Disketten in einem Hohlraum im Boden, der laut Polizei erst bei den Abrissarbeiten freigelegt worden sei. Der Abrissunternehmer widersprach dieser Aussage und beteuerte, dass er das so niemals gesagt habe. Ob auf den Datenträgern kinderpornografisches Material gespeichert war, war zunächst unklar. Der Abrissunternehmer entdeckte außerdem mehr als 10 Videokassetten. Laut Polizei enthielten diese„keine strafrechtlich relevanten Inhalte, sondern Unterhaltungssendungen“. Die Ermittler schlossen aus, dass sie aus der Behausung des Hauptverdächtigen stammten.
Im Rahmen der Abrissarbeiten stellte sich heraus, dass Polizei und Staatsanwaltschaft einen Geräteverschlag des Hauptverdächtigen auf dem Campingplatz nicht untersucht hatten. Das Abrissunternehmen entsorgte mehrere Kisten, die möglicherweise Beweismaterial enthielten.

### Beweissichtung
Bei den weiteren Beweissichtungen wurden keine Kommissaranwärter, sondern Ermittler eingesetzt. Drei von den an der Sichtungen Beteiligten wurden Ende Februar 2019 aufgrund der psychischen Belastung dienstunfähig. Ein Mann und eine Frau sind dauerhaft nicht mehr einsatzbereit.

## Mitverantwortung der Jugendämter und der Polizeibehörden
Im Laufe der Ermittlungen ergaben sich Hinweise auf schwere Versäumnisse im Vorgehen von Polizei, Jugendämtern und Familienhilfe-Organisationen, was zur Einleitung von Ermittlungsverfahren gegen insgesamt 14 Beschuldigte bei den genannten Behörden durch die Staatsanwaltschaft Detmold führte. Diese betrafen acht Mitarbeiter der Jugendämter des niedersächsischen Landkreises Hameln-Pyrmont und des nordrhein-westfälischen Kreises Lippe, vier Mitarbeiter von Familienhilfe-Organisationen (zuständig für die Kontrolle von Andreas V. und dessen Pflegetochter) sowie zwei Polizeibeamte des Kreises Lippe. Die Generalstaatsanwaltschaft Hamm als Aufsichtsbehörde der Detmolder Staatsanwaltschaft sah in einer ersten Bewertung hingegen keine ausreichenden Gründe für Ermittlungen gegen die beiden Polizisten und die Jugendamtsmitarbeiter; für eine abschließende Einschätzung sei erst ein weiterer Bericht erforderlich.
Der Hauptverdächtige soll bereits 2008 ein damals achtjähriges Mädchen auf dem Campingplatz missbraucht haben. Im August 2016 gab ein Vater Hinweise an die Polizei, an das Jugendamt und den Kinderschutzbund weiter. Die Polizei schaltete das Jugendamt ein, ermittelte aber nicht. Ein Hinweis an die Staatsanwaltschaft erfolgte ebenso wenig. Am 18. November 2016 gab eine Mitarbeiterin des Jobcenters Blomberg Hinweise zu Äußerungen des Hauptverdächtigen, die auf sexuellen Missbrauch hindeuten konnten, nachdem Andreas V. zusammen mit einem Mädchen im Jobcenter erschienen war. Erneut reichte die Polizei den Hinweis nur an das Jugendamt weiter und verzichtete auf eigene Ermittlungen.
Im August 2016 meldete eine Mitarbeiterin des Kinderschutzbundes aus dem Landkreis Hameln-Pyrmont einen möglichen Kindesmissbrauch. Ein Vater zweier Mädchen hatte sich zuvor mit Vorwürfen bei der Mitarbeiterin gemeldet. Das Jugendamt des Landkreises Hameln-Pyrmont wollte den Fall prüfen.
Im September 2016 äußerte eine Psychologin im Kindergarten des Pflegekindes die Vermutung, dass beim Pflegevater und späteren Hauptverdächtigen „Pädophilie im Spiel“ sein könne. Das Jugendamt des Landkreises Hameln-Pyrmont sah dafür keine Anhaltspunkte.
Am 20. Oktober 2016 gab es erneut einen Hinweis auf sexuellen Missbrauch auf dem Campingplatz bei der Polizei in Bad Pyrmont, als eine Mutter Anzeige erstattete. Das Jugendamt des Landkreises Hameln-Pyrmont hatte im Jahr 2016 ein sechsjähriges Mädchen als Pflegekind in die Obhut des Hauptverdächtigen gegeben. Dies sei auf Wunsch der Mutter geschehen, die im Landkreis Hameln-Pyrmont lebt. Beim Jugendamt des Kreises Lippe ging im Herbst 2016 ein Hinweis auf den Verdacht der Verwahrlosung des Pflegekinds ein, das Jugendamt empfahl daraufhin wegen latenter Kindeswohlgefährdung dem Landkreis Hameln-Pyrmont ein anderes Wohnumfeld für das Kind. Trotz Anzeigen und polizeilicher Ermittlungen ab 20. Oktober 2018 wurde das Pflegekind von Andreas V. aber nicht wie zunächst geplant am 31. Oktober 2018, sondern erst am 13. November 2018 durch das Jugendamt Lippe aus der Obhut des Täters genommen und in eine Bereitschaftspflegefamilie gebracht.
Dem Jugendamt des Landkreises Hameln-Pyrmont wurde nach Angaben des Landrates Tjark Bartels Aktenmanipulation vorgeworfen. Ein Mitarbeiter soll durch einen nachträglich hinzugefügten Vermerk einen „verschönernden Eindruck“ von der Situation in der Familie vermittelt haben, was am 15. Februar 2019 zur Freistellung von seinen Aufgaben führte. Laut Bartels kam es zu einer weiteren Aktenmanipulation durch eine Mitarbeiterin des Jugendamts des Landkreises Hameln-Pyrmont, die ebenfalls von ihren Aufgaben freigestellt wurde. Sie soll kurz vor der staatsanwaltschaftlichen Beschlagnahmung der Jugendamtsakten einen Eintrag gelöscht haben, der sich auf ein Genogramm bezog und wonach der Hauptverdächtige wiederholt Kontakt zu jüngeren Mädchen gesucht und sie in ein Abhängigkeitsverhältnis gebracht habe.
Bartels räumte Fehler des Jugendamts des Landkreises Hameln-Pyrmont ein. Im Jahr 2016, als das Amt dem späteren Hauptverdächtigen die Pflege des Kindes übertragen wollte, habe es innerhalb von fünf Monaten drei voneinander unabhängige Hinweise auf seine mögliche Pädophilie gegeben.

## Personalnachprüfungen innerhalb der Polizei
Am 9. März 2019 wurde durch einen Sonderermittler vom Landeskriminalamt Nordrhein-Westfalen bekannt, dass in der Kreispolizei Lippe drei Polizeibeamte tätig waren, die Jahre zuvor mit sexuell motivierten Taten aufgefallen waren. Keiner von ihnen war jedoch mit Ermittlungen im Missbrauchsfall betraut gewesen.
Motiviert durch den Missbrauchsskandal beauftragte das nordrhein-westfälische Innenministerium nach eigenen Angaben das Landesamt für Ausbildung, Fortbildung und Personalangelegenheiten (LAFP) der Polizei NRW damit, nach früheren Fällen zu suchen. Das LAFP berichtete dem Ministerium am 12. März 2019 in einer Erstauskunft, dass es in den zurückliegenden 10 Jahren tatsächlich solche Fälle gegeben habe. In 14 Fällen seien die betroffenen Beamten zwischenzeitlich entweder aus dem Dienst entfernt, vorläufig des Dienstes enthoben, mit einem Verbot der Führung der Dienstgeschäfte belegt worden, sofern sie sich nicht bereits im Ruhestand befanden.

## Gerichtsverfahren
Die Staatsanwaltschaft Detmold erhob im Mai 2019 vor dem Landgericht Detmold Anklage gegen den 56-jährigen Hauptverdächtigen Andreas V. aus Lügde. Sie warf ihm 293 Fälle des sexuellen Missbrauchs von Schutzbefohlenen, schweren sexuellen Missbrauch von Kindern und den Besitz von kinderpornografischem Material vor. Die Taten auf dem Campingplatz umfassen einen Zeitraum zwischen Anfang 2008 und Dezember 2018  sowie den Sommer 1998. Sie richteten sich gegen 22 minderjährige Opfer. Zehn Kinder sollen von ihm vergewaltigt worden sein. Er soll fast 880 Bilder und Videos mit kinderpornografischem Inhalt besessen haben.
Mitangeklagt war der 48-jährige Heiko V. aus Stade, der in mindestens vier Fällen an Webcam-Übertragungen teilgenommen und zu dem dabei geschehenen Missbrauch zuvor ausdrücklich aufgefordert haben soll. Bei ihm wurden fast 43.000 kinderpornografische Bilder und Videos gefunden.
Ebenfalls mitangeklagt wurde der 33-jährige Mario S. aus Steinheim wegen 162 Taten an 17 Kindern, da er ebenfalls Kinder missbraucht und dabei gefilmt haben soll. Er hatte sich 2010 eine Parzelle auf dem Campingplatz angemietet, wohin er ständig Kinder eingeladen habe. Er galt in dem Fall anfangs als Mitläufer und erst nach seiner Verhaftung erkannten die Ermittler das Ausmaß seiner Taten. Nach Recherchen von Medien, wie dem NDR, dem WDR und der Süddeutschen Zeitung, habe er sich seit fast 20 Jahren an verschiedenen Orten an Kindern vergangen. Die ersten Taten soll er als 15-Jähriger begangen haben. Laut einem psychiatrischen Gutachten liege eine pädophile Störung vor und es bestehe hohe Rückfallgefahr. Die Staatsanwaltschaft Detmold beantragte für den Fall einer Verurteilung Sicherungsverwahrung und forderte eine Strafe von 12 Jahren und sechs Monaten Haft.
Am 27. Juni 2019 begann vor dem Landgericht Detmold der Prozess gegen den Hauptbeschuldigten und zwei weitere Angeklagte. Von den geschätzt 40 mutmaßlichen Opfern wurden 30 als Nebenkläger zugelassen. Alle drei Angeklagten legten am ersten Verhandlungstag Geständnisse ab. Das Verfahren gegen Heiko V. wurde im Juni 2019 abgetrennt und als separates Gerichtsverfahren weitergeführt.
Der Hauptangeklagte Andreas V. wurde einem Bericht des NDR zufolge Ende Juli 2019 als „vorläufig nicht verhandlungsfähig“ eingestuft. Das Hauptverfahren wurde fortgeführt, allerdings nur gegen den zweiten Angeklagten Mario S.
Am 5. September 2019 wurde wegen schweren sexuellen Kindesmissbrauchs in mehr als 200 Fällen gegen Andreas V. eine Freiheitsstrafe von 13 Jahren verhängt; Mario S. erhielt zwölf Jahre. Das Gericht ordnete außerdem die anschließende Sicherungsverwahrung für beide an. Die Urteile wurden nicht angefochten und somit rechtskräftig. Gegen Heiko V. wurde im separaten Verfahren eine zweijährige Bewährungsstrafe wegen Anstiftung und Beihilfe zu schwerem sexuellen Missbrauch verhängt.

## Untersuchungsausschuss
2019 setzte der Landtag Nordrhein-Westfalen einen Untersuchungsausschuss ein, um mögliche Versäumnisse, Unterlassungen, Fehleinschätzungen und Fehlverhalten von Landesregierung, Staatskanzlei, Ministerien sowie Landes- und Ermittlungsbehörden im Fall des Missbrauchsfall Lügde zu untersuchen. Der damalige Landrat des Landkreises Hameln-Pyrmont Tjark Bartels räumte vor dem Untersuchungsausschuss schwere Fehler seiner Behörde durch das Jugendamt ein. In der über zweijährigen Tätigkeit des Parlamentarischen Untersuchungsausschusses bis 2022 wurden mehr als 100 Zeugen vernommen. Der Ausschussvorsitzende kritisierte die mangelnde Kooperationsbereitschaft des Jugendamts Hameln, da interne Akten nicht in die Untersuchungen einbezogen werden konnten und Mitarbeiter aus Hameln dem Ausschuss gegenüber die Aussage verweigert hatten.